# Viktor-Frankl-Preis
Der Viktor-Frankl-Preis der Stadt Wien war eine Auszeichnung für hervorragende Leistungen auf dem Gebiet der sinnorientierten humanistischen Psychotherapie. Von 2000 bis 2019 wurde ein Ehrenpreis vergeben. Von 2000 bis 2009 gab es den Viktor-Frankl-Preis zusätzlich in zwei weiteren Kategorien. Von 2000 bis 2009 wurden außerdem Stipendien zur Förderung von Forschungsprojekten vergeben.

## Träger und Kuratorium
Der Viktor-Frankl-Preis wurde vom Viktor-Frankl-Fonds der Stadt Wien vergeben. Die Stadt Wien richtete den Fonds im Jahr 1999 ein, um das Lebenswerk Viktor Frankls zu würdigen und die Weiterentwicklung der sinnorientierten Psychotherapie im Sinne Frankls zu unterstützen. Der offizielle Name lautete Viktor Frankl-Fonds der Stadt Wien zur Förderung einer sinnorientierten humanistischen Psychotherapie. 2021 wurde der Fonds aufgelöst.
Über die Zuerkennung der Preise und Stipendien entschied ein Kuratorium, das zuletzt mit 14 Personen besetzt war. Dabei kooperierte die Stadt Wien mit dem Viktor Frankl Institut.

## Preiskategorien
Der Viktor-Frankl-Preis wurde in folgenden Kategorien vergeben:
- Ehrenpreis (Vergabe bis 2009 jährlich, außerdem 2011 bis 2015 sowie 2018 und 2019).
- Großer Preis (Vergabe jährlich, bis 2009): Auszeichnung für das Gesamtwerk/Lebenswerk im Bereich einer sinnorientierten humanistischen Psychotherapie. Ausgezeichnet wurden Persönlichkeiten mit hervorragenden Leistungen in Wissenschaft, Lehre und Therapie, die international rezipiert wurden.
- Förderungspreis (Vergabe jährlich, bis 2009): Auszeichnung für bisher geleistete hervorragende Arbeiten auf dem Gebiet einer sinnorientierten humanistischen Psychotherapie (in Wissenschaft, Lehre und Therapie), die international rezipiert wurden.
- Stipendien des Viktor-Frankl-Fonds (Vergabe jährlich, bis 2009): für die Durchführung kleiner wissenschaftlicher Projekte, die einen deutlichen Bezug zur Psychotherapiestadt Wien, zu den in Wien entwickelten Ansätzen und zu den wichtigen Akteuren einer sinnorientierten humanistischen Psychotherapie hatten.

## Preisträger
Der Ehrenpreis wurde an eine einzelne Persönlichkeit vergeben, ebenso der Große Preis (Ausnahme: Großer Preis 2004 für zwei Preisträger).
Ehrenpreis
- 2000: Heinz von Förster
- 2001: Paul Watzlawick
- 2002: Franz Kardinal König
- 2003: Cicely Saunders
- 2004: Erwin Kräutler
- 2005: Johannes Poigenfürst
- 2006: Cecily Corti
- 2007: Óscar Andrés Maradiaga
- 2008: Eric Richard Kandel
- 2009: Hans-Georg Zapotoczky
- 2011: Jürgen Habermas
- 2012: Helmut Krätzl
- 2013: Giselher Guttmann
- 2014: Georg Sporschill
- 2015: Hugo Portisch
- 2018: Margit Fischer
- 2019: Hans-Jürgen Möller

Die Verleihung der Preise fand teils im nächsten oder übernächsten Jahr statt. Beispielsweise erhielt Georg Sporschill, Träger des Ehrenpreises 2014, den Preis erst im November 2016. Bei Margit Fischer, Trägerin des Ehrenpreises 2018, fand die Verleihung im Mai 2019 statt.
Großer Preis
- 2000: Kazimierz Popielski
- 2001: Elisabeth Lukas
- 2002: Eugenio Fizzotti
- 2003: David Guttmann
- 2004: Géronimo Acevedo, Jürgen Kriz
- 2005: Giosch Albrecht
- 2006: Katsutaro Nagata
- 2007: Eugene T. Gendlin
- 2008: Siegfried Kasper
- 2009: Wolfram Kurz

Förderungspreis
Bei den bis 2009 jährlich vergebenen Förderungspreisen gab es in der Regel mehrere Preisträger pro Jahr. Ausgezeichnet wurden sowohl Personen als auch Institutionen wie z. B. die Fundación Argentina de Logoterapia im Jahr 2003.
Stipendien
Die bis 2009 jährlich vergebenen Stipendien zur Förderung von Forschungsprojekten gingen in der Regel an mehrere Personen.